# Darracq Italiana

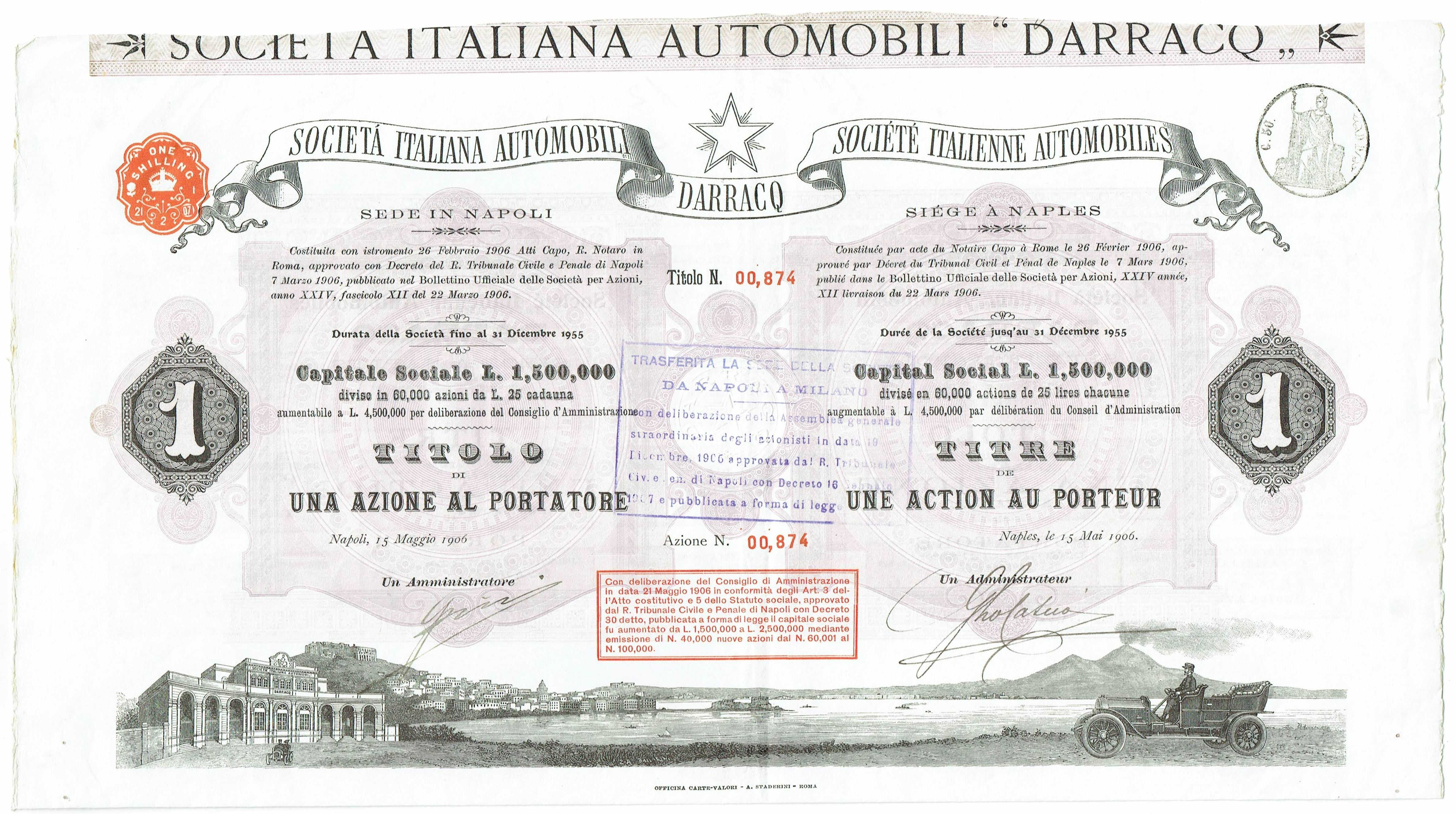
Aktie der Società Italiana Automobili Darracq vom 15. Mai 1906

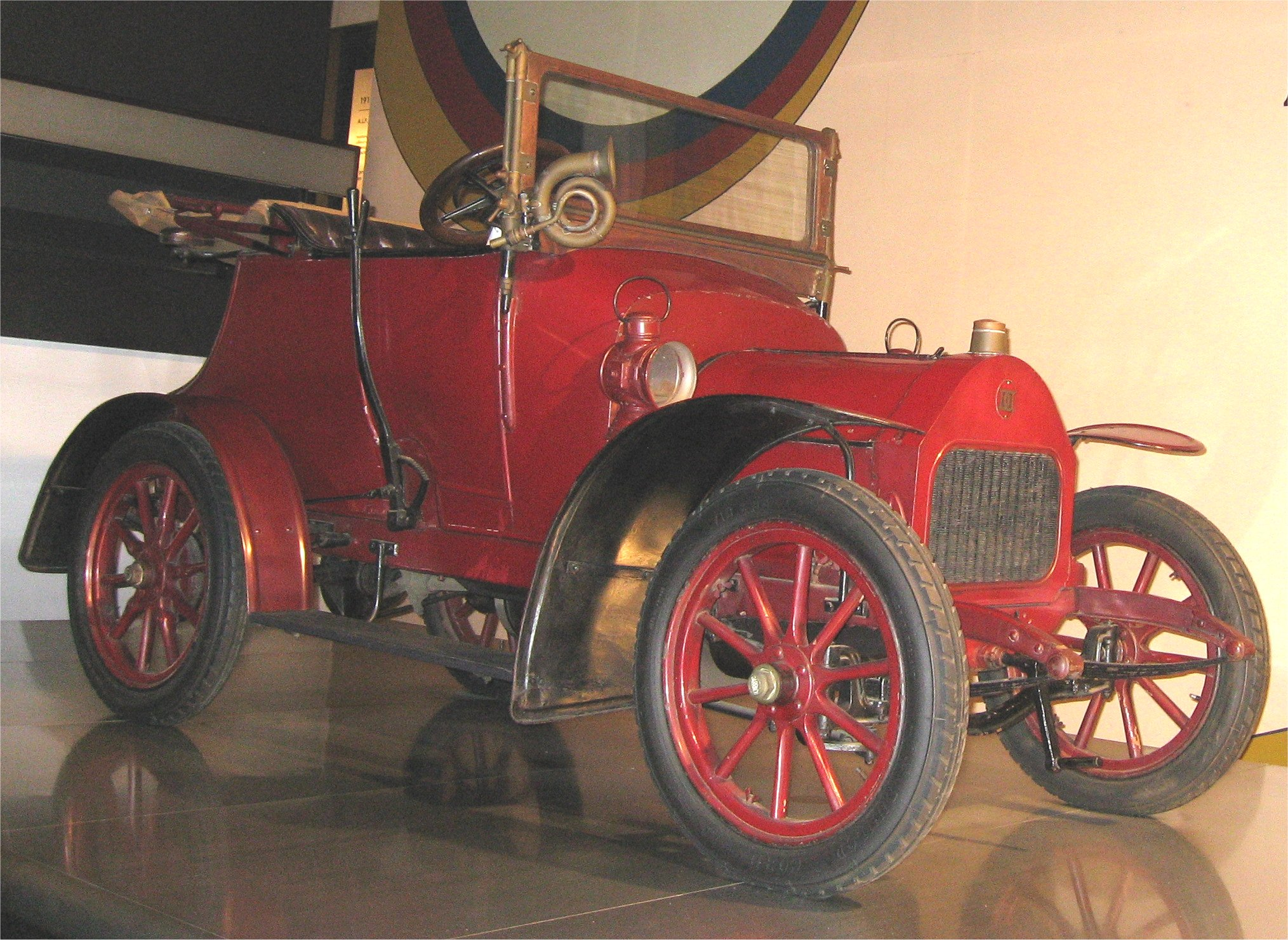
Darracq Italiana

Darracq Italiana war ein italienischer Hersteller von Automobilen.

## Unternehmensgeschichte
Das Unternehmen Società Italiana Automobili Darracq wurde 1906 von Alexandre Darracq in Neapel zur Produktion von Automobilen gegründet. Später erfolgte der Umzug nach Portello bei Mailand. 1910 übernahm Anonima Lombardo Fabbrica Automobili, kurz ALFA, die Werksanlagen. Daraus wurde Alfa Romeo.

## Fahrzeuge
Es gab zwei verschiedene Modelle. Das Modell 8/10 HP war mit einem Zweizylindermotor mit 1528 cm³ Hubraum mit 10 PS Leistung ausgestattet. Die Bohrung betrug 90 mm und der Hub 120 mm. Das größere Modell 14/16 HP hatte einen Vierzylindermotor.
Ein Fahrzeug dieser Marke ist im Museo Storico Alfa Romeo in Arese zu besichtigen. Ein weiteres wurde 2013 für 32.895 US-Dollar versteigert.